# رول انجیر
رول انجیر، یک نوع بیسکویت یا شیرینی است که از خمیر شیرینی رول شده پر از خمیر انجیر تشکیل شده است.

## تاریخچه
انجیر از قدیم الایام یک غذای پرطرفدار بوده و منشأ آن در نواحی دریای مدیترانه و آناتولی بوده است.
ممکن است مصریان پیشین اولین رول انجیر را اختراع کرده باشند - شیرینی ساده‌ای که با خمیر انجیر و خمیری بر پایه آرد درست می‌شود. در قرون وسطی، گزارش شده است که ابن بطلان پزشک عرب، خوردن انجیر را با بیسکویت یا نان شکری توصیه می‌کرده است - نمونه‌ای اولیه از چیزی که می‌توان آن را رول انجیر در نظر گرفت.

رول انجیر در اواخر قرن نوزدهم در میان مهاجران بریتانیایی در ایالات متحده محبوب بود.